# Ursus arctos pyrenaicus
L'orso bruno cantabrico (Ursus arctos pyrenaicus Cabrera, 1914), detto anche orso bruno iberico o orso iberico è una sottospecie dell'orso bruno, diffusa nelle montagne cantabriche. Talvolta viene classificato come una semplice popolazione di orsi bruni eurasiatici.

## Descrizione
In media, le femmine pesano 85 kg , ma possono arrivare raggiungere un peso di 150 kg. I maschi hanno un peso medio di 115 kg, sebbene possano pesare fino a 200 kg. L'orso misura tra 1,6 e 2 m di lunghezza ed è alto tra 0,90 e 1 m al garrese.

## Distribuzione
L'areale dell'orso bruno cantabrico è stato ridotto a due popolazioni isolate nelle montagne cantabriche della Spagna settentrionale, principalmente a causa della persecuzione umana (caccia diretta) e della perdita di habitat a causa all'agricoltura e all'edilizia.
Nel 2005 è stata segnalata la presenza di orsi bruni vicino al confine con il Portogallo, sulla catena del Trevinca, sulla base di impronte lasciate su del fango. Nel 2019, le autorità portoghesi hanno confermato che un orso bruno ha vagato attraverso il confine e le prove suggeriscono che non si è trattato di un evento isolato, come confermano le impronte dei primi mesi dell'anno e gli avvistamenti.

## Comportamento
È timido ed evita il contatto umano quando possibile. L'orso bruno cantabrico può vivere per circa 25-30 anni in natura.

## Conservazione

### Divieto
L'orso bruno cantabrico è catalogato nella Lista Rossa spagnola delle specie minacciate di estinzione come in pericolo di estinzione . In Europa è elencato nell'European Mammal Assessment come in pericolo di estinzione . A livello internazionale, è elencato nella Lista rossa IUCN delle specie minacciate come meno preoccupante a causa dell'esistenza di popolazioni relativamente sane di orsi bruni altrove. In Spagna è prevista una multa massima di € 300.000 per l'uccisione di un orso a seguito del divieto di caccia della specie nel 1973.

### Piani di conservazione
Un "Piano d'azione per la conservazione dell'orso bruno (Ursus arctos) in Europa", pubblicato nel 2000, formulava raccomandazioni specifiche per la gestione degli orsi in Spagna. Il Ministero dell'Ambiente spagnolo aveva precedentemente elaborato un "Plan para la Recuperación del Oso Pardo" ( Piano per il recupero dell'orso bruno ) con l'intenzione di salvare la specie dall'estinzione coordinando gli sforzi di conservazione tra le comunità autonome in cui attualmente vive Nel 2014 la popolazione stimata era di 300 orsi.
L'habitat dell'orso è monitorato da pattuglie e sono in corso programmi educativi, in particolare tra i giovani ma anche tra i gruppi di cacciatori. Un progetto di "trapping" fotografico sta riscuotendo successo e si sta prendendo in considerazione un altro di individui che seguono la radio. Oltre alla continua ricerca scientifica, gli sforzi di conservazione attualmente si concentrano sull'unione delle due sottopopolazioni di orsi spagnoli al fine di creare una popolazione vitale.